# Nadzwyczajny poziom piętrzenia
Nadzwyczajny poziom piętrzenia – najwyższe dopuszczalne, krótkotrwałe położenie zwierciadła spiętrzonej wody ponad
maksymalnym poziomem piętrzenia. Nadzwyczajny poziom piętrzenia (określany również żargonowym terminem "nadpiętrzenie") jest wymieniany w dokumentacji wodno-prawnej dotyczącej niektórych zbiorników posiadających takie możliwości piętrzenia wody, a jest określany w metrach nad poziomem morza (m n.p.m.) i podawany z dokładnością do 1 cm.